# Down House (film)
Pour plus de détails, voir Fiche technique et Distribution.
Down House (russe : Даун Хаус) est une comédie noire russe réalisé par Roman Romanovitch Katchanov et sorti en 2001.
Le film est librement inspiré de L'Idiot de Fiodor Dostoïevski, dont l'intrigue est ici replacée dans un contexte contemporain. En russe, Даун (Down) fait principalement référence à une personne atteinte du syndrome de Down, également appelé trisomie 21, et synonyme d'« idiot » dans le langage familier ; tandis que Хаус (House) fait référence à la musique House, qui est largement utilisée dans le film. Le nom fait également référence à la tendance des sous-cultures russes telles que les hommes d'affaires, les hackers et les hippies à utiliser massivement des mots empruntés à l'anglais et translittérés dans l'alphabet russe.

## Synopsis
Le prince Lev Nikolaïevitch Mychkine rentre à Moscou après un séjour prolongé dans une clinique psychiatrique suisse. Dans l'autocar qui le ramène chez lui, il rencontre Parfyon Rogojine, un riche commercial. À la recherche d'un soutien et d'un abri, Mychkine rend visite à sa lointaine parente, la générale Lizaveta Prokofievna Iepantchina, qui lui présente ses filles, Alexandra, Adélaïde et Aglaïa.
L'intrigue s'intensifie autour du mariage prévu entre Nastassia Filippovna et Gania Ivolgine, le secrétaire du général. Nastassia, entretenue par le riche et débauché Totsky qui l'a séduite dans sa jeunesse, se croit « déchue ». Désespéré d'échapper à sa situation, Gania envisage de « se marier avec l'argent » en obtenant le versement financier de Totsky.
Le prince Mychkine est profondément intrigué par Nastassia, dont l'attrait pousse tous ceux qui l'entourent à frôler la folie. Mychkine tombe lui aussi amoureux d'elle, tandis qu'Aglaïa Iepantchina décide qu'elle l'aime et qu'elle est prête à rivaliser pour obtenir son affection. Mychkine devient un catalyseur des meilleures qualités des autres, bien qu'il soit finalement incapable d'apporter une aide à qui que ce soit.
L'histoire se termine tragiquement : Nastassia Filippovna est assassinée par le jaloux Rogojine, et Mychkine, dévasté, succombe une fois de plus à la folie. Le film se déroule dans un Moscou futuriste, avec ses gratte-ciel et sa technologie de pointe. Il reprend l'intrigue du roman tout en exagérant avec humour les relations sociales dans la société moscovite, brouillant souvent les frontières sociales pour ajouter à l'effet comique.

## Fiche technique
- Titre français : Down House[1]
- Titre original russe : Даун Хаус, Sto let tomou vperiod[2]
- Réalisation : Roman Romanovitch Katchanov
- Scénario : Roman Romanovitch Katchanov, Ivan Okhlobystine, d'après le roman L'Idiot de Fiodor Dostoïevski paru en 1868.
- Photographie : Mikhaïl Moukasseï (ru)
- Montage : Natalia Sajina
- Musique : Ievgueni Roudine (ru)
- Décors : Iekaterina Zalataïeva
- Production : Sergueï Tchliants
- Sociétés de production : Film Studio.ru
- Pays de production :  Russie
- Langue originale : russe
- Format : couleurs
- Genre : comédie noire
- Durée : 95 minutes
- Dates de sortie : 
  - Russie : 21 mai 2001

## Distribution
- Alexandre Bachirov : Ferdychtchenko
- Fiodor Bondartchouk : Prince Mychkine
- Anna Bouklovskaïa : Nastassia Filippovna
- Ivan Okhlobystine : Rogojine
- Artemi Troitski (ru) : Totski